# 梅格斯综合征
參數所指定的目標頁面不存在，建議更正成存在頁面或直接建立下列一個頁面（建立前請先搜尋是否有合適的存在頁面可以取代）：
- 麦杰综合症

梅格斯综合症（英語：Meigs syndrome, Meigs' syndrome），是一类三重综合症，包括腹水、胸腔积液和原发性卵巢肿瘤（比如纤维瘤、布伦内罗氏瘤或偶然的卵巢颗粒细胞瘤）。
手术方式通常是对肿瘤部位的节段性切除术。因为经横膈的淋巴管通常在右侧变大，而胸腔积液经常发生于右侧。对胸腹腔积液的病理学研究仍然不明。梅格斯综合症是以乔·文森特·梅格斯命名。

## 诊断
梅格斯综合征可能会被误诊为其他病情。因为腹水和胸腔积液的出现，错误的诊断包括有肝功能衰竭（肝硬化）、充血性心力衰竭、肾脏疾病或进入腹膜表面的转移瘤。这些问题需要在临床中进行排除。

## 治疗
治疗梅格斯综合征的方法包括有胸腔穿刺术和腹腔穿刺术，将多余的液体（渗出液）析出，并且采用单边的卵巢切除术或楔形切除术去除疾患根源。